# La isla desnuda
La isla desnuda (en japonés: 裸の島, romanizado: Hadaka no Shima) es una película japonesa en blanco y negro de 1960, dirigida por Kaneto Shindō. La película destaca por no tener diálogos hablados.

## Argumento
La película muestra a una pequeña familia, un marido, una mujer y dos hijos, que luchan por salir adelante en una pequeña isla en el mar interior de Seto en la isla de Sukune en Mihara en la prefectura de Hiroshima, en el transcurso de un año. Los cuatro son los únicos ocupantes de la isla y sobreviven de la agricultura. Deben transportar repetidamente el agua para sus plantas y para ellos mismos en un bote de remos desde una isla vecina.
Un día los niños capturan un pez grande, la familia viaja a Onomichi en ferry, donde lo venden a un pescadero y luego comen en un restaurante moderno.
Mientras los padres están fuera de la isla una tarde, el hijo mayor se enferma. El padre, desesperado, corre a buscar un médico para que trate a su hijo, pero cuando llegan el niño ya está muerto. Tras el funeral del niño, al que asisten sus compañeros de su colegio en la isla vecina, la familia retoma su dura vida, con muy pocas posibilidades de duelo.

## Reparto
- Nobuko Otowa como Toyo, la madre.
- Taiji Tonoyama como Senta, el padre.
- Shinji Tanaka como Tarô, el hijo mayor.
- Masanori Horimoto como Jirô, el hijo menor.

## Producción
El director y guionista Kaneto Shindo decidió hacer este filme porque quería hacer una película sin diálogos. La productora independiente Kindai Eiga Kyokai estaba al borde de la bancarrota en el momento en que se hizo esta película, y Shindo invirtió sus últimos fondos en esta. El éxito financiero de la película salvó a la compañía.
El actor principal, Taiji Tonoyama, sufría una enfermedad hepática grave debido a la dependencia del alcohol, pero recuperó su salud porque no había alcohol disponible cerca del lugar de filmación. Estos eventos fueron dramatizados después en la película biográfica de Shindo sobre Tonoyama, By Player.
En su último libro publicado antes de morir, Shindo señaló que la premisa de la película de llevar el agua a la isla es falsa, porque el cultivo que se muestra que es regado en la película, las patatas, en realidad no necesitan la instalación de riego. Shindo hizo deliberadamente que los actores llevaran baldes de agua muy cargados para que los yugos que estaban usando se doblaran, simbolizando la dureza de sus vidas.
La ubicación de la isla en la película es una isla deshabitada llamada Sukune frente a la costa de una isla más grande llamada Sagishima, parte de Mihara, Hiroshima.

## Recepción
- En 1961, la película ganó el Gran Premio en el segundo Festival Internacional de Cine de Moscú, en el que Luchino Visconti era un miembro del jurado.[4]

- En 1963, la película fue nominada a «Mejor película de cualquier fuente» en la 16.ª edición de los Premios de Cine de la Academia Británica.